# Marga Lettström Lundmark
Marga Lettström Lundmark, senast folkbokförd Marga Lundmark, ogift Lettström, född 6 december 1911 i Oscars församling i Stockholm, död 23 november 2011 i Engelbrekts församling i Stockholm, var en svensk journalist, författare och översättare.
Marga Lundmark var dotter till finansmannen Harald Lettström och Gerda Svanström. Hon var journalist, bland annat verksam som redaktör för Charme, den moderna damtidningen 1932–1933. Bland dem hon intervjuade genom åren märks konstnären Marc Chagall, kungen av Marocko, Macharios på Cypern och kungen av Uganda. År 1938 gav hon ut boken Lexikon för etikett och god ton på Bonniers förlag, vilken kom ut ny upplaga 1947. Hon översatte också flera verk till svenska.
Hon var gift första gången 1936–1941 med advokaten Carl Olof Frunck (1909–1981) med vilken hon fick en son: journalisten Christer Frunck (1937–2011). Andra gången var hon gift 1942–1947 med skådespelaren Georg Rydeberg (1907–1983), med vilken hon fick en son Hans-Georg Rydeberg (1943–1959) och en dotter Lena Rydeberg Olsson (född 1945). Tredje gången var hon gift från 1950 med kaptenen och assuransdirektören Berndt Lundmark (1912–1997), till hans död.
Hon är begravd på Skogsö kyrkogård i Saltsjöbaden tillsammans med tredje maken och sonen som omkommit i unga år.